# Карпинський трамвай
Карпи́нський трамва́й — трамвайна мережа, яка існувала в місті Карпинську (Свердловська область) з 1946 по 1994 рік. Карпинськ належить до небагатьох міст з населенням менше 50 000 жителів, в яких була трамвайна система.

## Історія
Будівництво трамвая в Карпинську почалося в 1944 році. Відкриття трамвайного руху відбулося 26 червня 1946.

## Опис мережі
У період максимального розвитку мережі (1959—1967) довжина колій становила 13 км . Це було одноколійне кільце по міських вулицях завдовжки близько 10 км з п'ятьма роз'їздами і невеликою двоколійною дільницею по вулиці Леніна, а також відгалуженням до «управління Північного розрізу» завдовжки близько 3 км.
З 1953 по 1965 рік також існував міжміський трамвайний маршрут до Волчанська завдовжки приблизно 13 км . Трамвайна лінія була повністю однопутною з одним роз'їздом. Рейки були прокладені вздовж автомобільної дороги. Закриття маршруту пов'язане з курйозом. У 1965 році лінію розібрали, щоб вона не заважала перекидати по автодорозі величезний крокувальний екскаватор ЭВГ-15 з Карпинського вугільного кар'єру до Волчанського кар'єру. Однак після того, як екскаватор пройшов свій шлях, лінію так і не відновили.

## Рухомий склад
В різний час в Карпинську експлуатували вагони Х і М, МТВ-82, КТМ-1 і КТП-1, 71-605. Максимальна чисельність рухомого складу в парку — 18 вагонів — була досягнута в період з 1950-х до першої половини 1960-х років. Карпинськ був одним з останніх міст СРСР, де вагони МТВ-82 експлуатували як пасажирські.

## Закриття мережі
Трамвай був закритий 20 жовтня 1994 через загальний занепад економіки міста, заснованої на вуглевидобувній промисловості. Станом на 2009 рік, трамвайна лінія повністю розібрана. Рухомого складу не залишилося. Трамвай Карпинська став першою трамвайної мережею на території колишнього СРСР, яка була закрита вже після розпаду Союзу.